# Hausmannstätten
Hausmannstätten ist eine Marktgemeinde mit 3803 Einwohnern (Stand 1. Jänner 2025) südöstlich von Graz im Bezirk Graz-Umgebung in der Steiermark.

## Geografie

### Geografische Lage
Hausmannstätten liegt etwa acht Kilometer südöstlich der Landeshauptstadt Graz im oststeirischen Hügelland am östlichen Rand des Murtales. Höchste Erhebung ist der Hühnerberg im Osten des Gemeindegebiets.

### Gemeindegliederung
Das Gemeindegebiet umfasst folgende zwei Ortschaften (in Klammern Einwohnerzahl Stand 1. Jänner 2025):
- Berndorf (347)
- Hausmannstätten (3456) samt Dürnberg, Freudenegg und Judendorf

Die Gemeinde besteht aus der einzigen Katastralgemeinde Hausmannstätten.

### Nachbargemeinden
| Raaba-Grambach  | Vasoldsberg                                 | Vasoldsberg |
| Gössendorf      | Kompassrose, die auf Nachbargemeinden zeigt | Empersdorf  |
| Fernitz-Mellach | Fernitz-Mellach                             | Empersdorf  |

## Geschichte
Die Ortsgemeinde als autonome Körperschaft entstand 1850. Nach dem Anschluss Österreichs 1938 kam die Gemeinde zum Reichsgau Steiermark, 1945 bis 1955 war sie Teil der britischen Besatzungszone.

### Bevölkerungsentwicklung
| Hausmannstätten: Einwohnerzahlen von 1869 bis 2024  | Hausmannstätten: Einwohnerzahlen von 1869 bis 2024 | Hausmannstätten: Einwohnerzahlen von 1869 bis 2024 | Hausmannstätten: Einwohnerzahlen von 1869 bis 2024 | Hausmannstätten: Einwohnerzahlen von 1869 bis 2024 |
| --------------------------------------------------- | -------------------------------------------------- | -------------------------------------------------- | -------------------------------------------------- | -------------------------------------------------- |
| Jahr                                                |                                                    |                                                    |                                                    | Einwohner                                          |
| 1869                                                | 1869                                               |                                                    | 645                                                | 645                                                |
| 1880                                                | 1880                                               |                                                    | 690                                                | 690                                                |
| 1890                                                | 1890                                               |                                                    | 696                                                | 696                                                |
| 1900                                                | 1900                                               |                                                    | 724                                                | 724                                                |
| 1910                                                | 1910                                               |                                                    | 743                                                | 743                                                |
| 1923                                                | 1923                                               |                                                    | 712                                                | 712                                                |
| 1934                                                | 1934                                               |                                                    | 752                                                | 752                                                |
| 1939                                                | 1939                                               |                                                    | 724                                                | 724                                                |
| 1951                                                | 1951                                               |                                                    | 788                                                | 788                                                |
| 1961                                                | 1961                                               |                                                    | 831                                                | 831                                                |
| 1971                                                | 1971                                               |                                                    | 1.412                                              | 1.412                                              |
| 1981                                                | 1981                                               |                                                    | 1.754                                              | 1.754                                              |
| 1991                                                | 1991                                               |                                                    | 2.005                                              | 2.005                                              |
| 2001                                                | 2001                                               |                                                    | 2.456                                              | 2.456                                              |
| 2011                                                | 2011                                               |                                                    | 2.855                                              | 2.855                                              |
| 2021                                                | 2021                                               |                                                    | 3.709                                              | 3.709                                              |
| 2024                                                | 2024                                               |                                                    | 3.777                                              | 3.777                                              |
| Quelle(n): Statistik Austria, Gebietsstand 1.1.2021 |                                                    |                                                    |                                                    |                                                    |

### Pfarre
Seit 1964 ist Hausmannstätten wieder eine eigene Pfarre. GR Josef Ament wurde nach der Wiedergründung Pfarrer.
Die Pfarre wurde unter seiner Leitung als eine der ersten Pfarren der Steiermark mit einem Pfarrgemeinderat (PGR) ausgestattet. Der erste PGR-Obmann war Josef Hubmann. In der barocken Pfarrkirche zur Heiligen Dreifaltigkeit aus dem 15. und 17. Jahrhundert ist eine gotische Apostelgruppe erhalten, die als Modell der lebensgroßen Apostelgruppe im Dom von Wiener Neustadt gilt.

## Kultur und Sehenswürdigkeiten
- Katholische Pfarrkirche Hausmannstätten Hll. Dreifaltigkeit
- Schloss Pfeilerhof, ein im frühen 19. Jahrhundert errichtetes Landschloss bei einem älteren Gutshof
- Pfarrhof
- Friedhof
- Kunstrampe: Initiiert von der Gemeinde Hausmannstätten schlossen sich ansässige Kulturschaffende zur Kunstrampe Hausmannstätten zusammen. Das Ziel ist die Hebung des Kunstinteresses in der Region.[2]

## Wirtschaft und Infrastruktur

### Wirtschaftssektoren
Von den 30 landwirtschaftlichen Betrieben des Jahres 2010 waren 6 Haupt- und 24 Nebenerwerbsbauern. Im Produktionssektor arbeiteten 141 der 164 Erwerbstätigen in der Bauwirtschaft. Die wichtigsten Arbeitgeber des Dienstleistungssektors waren die Bereiche Handel (313), freiberufliche Dienstleistungen (211) und soziale und öffentliche Dienste (208 Mitarbeiter).
| Wirtschaftssektor            | Anzahl Betriebe | Anzahl Betriebe | Erwerbstätige | Erwerbstätige |
| Wirtschaftssektor            | 2011            | 2001            | 2011          | 2001          |
| ---------------------------- | --------------- | --------------- | ------------- | ------------- |
| Land- und Forstwirtschaft 1) | 030             | 043             | 034           | 019           |
| Produktion                   | 031             | 020             | 164           | 157           |
| Dienstleistung               | 208             | 102             | 892           | 636           |

| 1) Betriebe mit Fläche in den Jahren 2010 und 1999 Im Jahr 2021 lebten 1963 Arbeitnehmerinnen und Arbeitnehmer in Hausmannstätten. Diese verzeichneten eine prozentuale Differenz von 38,4 gegenüber dem Jahre 2011. Bei den Einfuhren verzeichneten sie einen Wert von 29,9 und diejenigen welche außerhalb ihres Lebensmittelpunktes beschäftigt waren und sind, liegt bei 40,2. | Die zur Anzeige dieser Grafik verwendete Erweiterung wurde dauerhaft deaktiviert. Wir arbeiten aktuell daran, diese und weitere betroffene Grafiken auf ein neues Format umzustellen. (Mehr dazu) |

### Verkehr
Die Kirchbacher Straße B 73 führt direkt durch die Gemeinde und bietet eine schnelle Verbindung nach Graz. Die Süd Autobahn A 2 ist in circa fünf Kilometer über die Anschlussstelle Puchwerk am Autobahnzubringer Graz-Ost zu erreichen. In Gemeindenähe verlaufen die Grazer Straße B 67, die in etwa vier Kilometer erreicht werden kann, und die Pyhrn Autobahn A 9, die in rund sieben Kilometern über die Anschlussstelle Kalsdorf (194) zugänglich ist.
Hausmannstätten hat keinen eigenen Bahnhof. Der nächstgelegene befindet sich in Kalsdorf in circa fünf Kilometer Entfernung und bietet Zugang zur Südbahn mit stündlichen S-Bahn-Verbindungen nach Graz. Der Hauptbahnhof Graz ist rund 13 km von Hausmannstätten entfernt. Die Busse verkehren regelmäßig im viertel-halbstündigen Zeitverhältnis.
Die Entfernung zum Flughafen Graz beträgt circa neun Kilometer.
Am 27. April 2005 erfolgte der erste Spatenstich für den Bau des Umfahrungstunnels von Hausmannstätten, der aufgrund der großen Belastung (rund 20.000 PKW pro Tag) erforderlich geworden war. Im Sommer 2012 wurde der Tunnel zur Befahrung freigegeben.

## Politik

### Gemeinderat
Der Gemeinderat hat seit dem Jahr 2020 21 Mitglieder.
- Nach den Gemeinderatswahlen in der Steiermark 2000 hatte der Gemeinderat folgende Verteilung: 12 ÖVP, 1 SPÖ, 1 FPÖ und 1 GRÜNE.
- Nach den Gemeinderatswahlen in der Steiermark 2005 hatte der Gemeinderat folgende Verteilung: 10 ÖVP, 3 SPÖ, 1 FPÖ und 1 GRÜNE.[6]
- Nach den Gemeinderatswahlen in der Steiermark 2010 hatte der Gemeinderat folgende Verteilung: 11 ÖVP, 3 SPÖ und 1 GRÜNE.[7]
- Nach den Gemeinderatswahlen in der Steiermark 2015 hatte der Gemeinderat folgende Verteilung: 10 ÖVP, 2 SPÖ, 2 FPÖ und 1 GRÜNE.[8]
- Nach den Gemeinderatswahlen in der Steiermark 2020 hatte der Gemeinderat folgende Verteilung: 14 ÖVP, 3 GRÜNE, 2 SPÖ, 1 FPÖ und 1 NEOS.[9]
- Nach den Gemeinderatswahlen in der Steiermark 2025 hat der Gemeinderat folgende Verteilung: 12 ÖVP, 3 SPÖ, 3 FPÖ, 2 GRÜNE, 1 NEOS.[10]

### Bürgermeister
- 1972–2006 Günther Köck
- 2007–2024 Werner Kirchsteiger (ÖVP)
- seit 24. Jänner 2024 Patrick Dorner (ÖVP)[11]

### Wappen

Wappen der Marktgemeinde Hausmannstätten

Die Verleihung des Gemeindewappens erfolgte mit Wirkung vom 1. Jänner 1967.

Blasonierung (Wappenbeschreibung):
„In einem von Grün und Gold erhöht geteilten Schild oben drei silberne, nebeneinanderstehende Pflugscharen, unten ein aus einer steinfarbenen Zinnenmauer wachsender roter Löwe.“
Da das Wappen der Gründer des Dorfes, der Ritter von Hausmannstätten, die von 1316 bis über 1457 hinaus in Urkunden genannt erscheinen, nicht überliefert ist, wurde das Löwenwappen der wichtigsten Grundherren dieser Gegend, des Geschlechtes derer von Vasoldsberg, das seit dem 15. Jahrhundert ausgestorben ist, in das Gemeindewappen aufgenommen. Dies konnte umso eher geschehen, als das Vasoldsberger Wappen nicht weitervererbt wurde. Die weithin sichtbare hochgelegene Burg Vasoldsberg gibt der Gegend ein charakteristisches Bild. Die drei Pflugscharen verweisen auf die im Gemeindegebiet zu Beginn des 19. Jahrhunderts tätige Schmiedewerkstatt Fuchs, deren fabriksmäßig erzeugte Pflüge und Eggen sich in der Steiermark und weit darüber hinaus eines guten Rufes erfreuten.

### Gemeindepartnerschaften
- Pécsvárad, Ungarn

## Persönlichkeiten

### Ehrenbürger
- 1964: Josef Krainer (1903–1971), Landeshauptmann der Steiermark 1948–1971[13]
- 1978: Friedrich Niederl (1920–2012), Landeshauptmann der Steiermark 1971–1980[14]
- Josef Ament (1927–2016), Pfarrer von Hausmannstätten (1964–1996)[15]
- Günther Köck (1939–2016), Bürgermeister von 1972 bis 2006 und Ehrenringträger der Marktgemeinde Hausmannstätten[15]
- 2020, 5. April: Johann Einfalt († 2019), Vizebürgermeister von Hausmannstätten 1990–2000[16]
- Waltraud Klasnic (* 1945), erste Frau im Amt als Landeshauptmann der Steiermark
- Jörg Garzarolli-Thurnlackh,(† 2025), Begründer der Hausarztpraxis in Hausmannstätten und Ehrenringträger der Gemeinde[17]
- Werner Kirchsteiger, Ehrenbürger der Marktgemeinde, ehemaliger Bürgermeister in Amt und Würde von 2006–2024  sowie Träger des Ehrenrings der Marktgemeinde Hausmannstätten[18][19]

### Söhne und Töchter der Gemeinde
- Alois Binder (1857–1933), Maler
- Viktor Pratl (1896–1960), Politiker der SPÖ, Abgeordneter zum Burgenländischen Landtag 1922–1923
- Wolfgang Pucher (1939–2023), Priester und Armenseelsorger im VinziNest
- Bernd Melichar und Julian Melichar (* 1997) Journalisten Kleine Zeitung